# الجسر المتحرك ببنزرت
الجسر المتحرك ببنزرت هو جسر متحرك يقع بمدينة بنزرت التونسية تم بنائه بين سنتي 1978 و1980 (افتتح في يونيو 1980) مسؤول عن حركة المرور بين ضفتي القناة عبر المدينة. يرتفع مرة يوميا حتى يسمح بعبور السفن من و إلى بحيرة بنزرت .